# Чантліскуре
Чантліскуре (груз. ჩანტლისყურე) — село в Грузії.
За даними перепису населення 2014 року в селі проживає 455 осіб.